# Hydroptila koryaki
Hydroptila koryaki är en nattsländeart som beskrevs av Harris och Sykora 1996. Hydroptila koryaki ingår i släktet Hydroptila och familjen smånattsländor. Inga underarter finns listade i Catalogue of Life.